# Андский скальный петушок
Андский скальный петушок, или перуанский скальный петушок (лат. Rupicola peruvianus), — птица из семейства котинговых (Cotingidae) отряда воробьинообразных. Обитает в горных тропических лесах Южной Америки в Андах. Один из официальных символов Перу.

## Описание
У андских скальных петушков компактное тело с сильными лапами. Достигают длины 30,5—32 см и массы от 213 до 266 г.
Различают четыре подвида (перечислены в порядке от самого северо-западного до самого юго-восточного):
- R. p. sanguinolentus Gould, 1859 — западная Колумбия и западный Эквадор;
- R. p. aequatorialis Taczanowski, 1889 — восточная Колумбия, западная Венесуэла, восточный Эквадор и северо-восточное Перу;
- R. p. peruvianus (Latham, 1790)typus — центральное Перу;
- R. p. saturatus Cabanis & Heine, 1860 — юго-восточное Перу и западная Боливия.

Подвиды отличаются прежде всего окраской яркой части оперения у самцов, которая варьирует от красновато-оранжевого до ярко-алого. Отличия в окраске оперения самок имеют более тонкий характер. Кроме того, разные подвиды имеют разный цвет радужной оболочки, от красного поверх оранжевого и от жёлтого до голубовато-белого у самцов и от беловатого поверх красноватого до коричневого у самок.
Крылья и хвост у самцов окрашены в чёрный цвет, некоторые из наиболее длинных перьев — светло-серые. Наиболее заметной особенностью является дугообразный гребешок, тянущийся от затылка к клюву и почти полностью закрывающий его. У самок этот гребешок меньше.

## Распространение
Этот вид обитает в тропических и субтропических широтах Анд от Венесуэлы до Боливии. Он населяет лесистые склоны ущелий и прочие леса на скалистой основе.

## Питание
Андские скальные петушки питаются плодами, насекомыми и мелкими позвоночными.

## Размножение
Во время спаривания до 50 самцов собираются на поляне для групповой брачной церемонии. Самец, сидя на ветке или выступе скалы, пытается привлечь внимание самок своим гребешком и громкими криками. После спаривания самка строит в защищённом месте на скале либо в небольшой пещерке гнездо из глины и в одиночку насиживает, как правило, два яйца.

## Фото

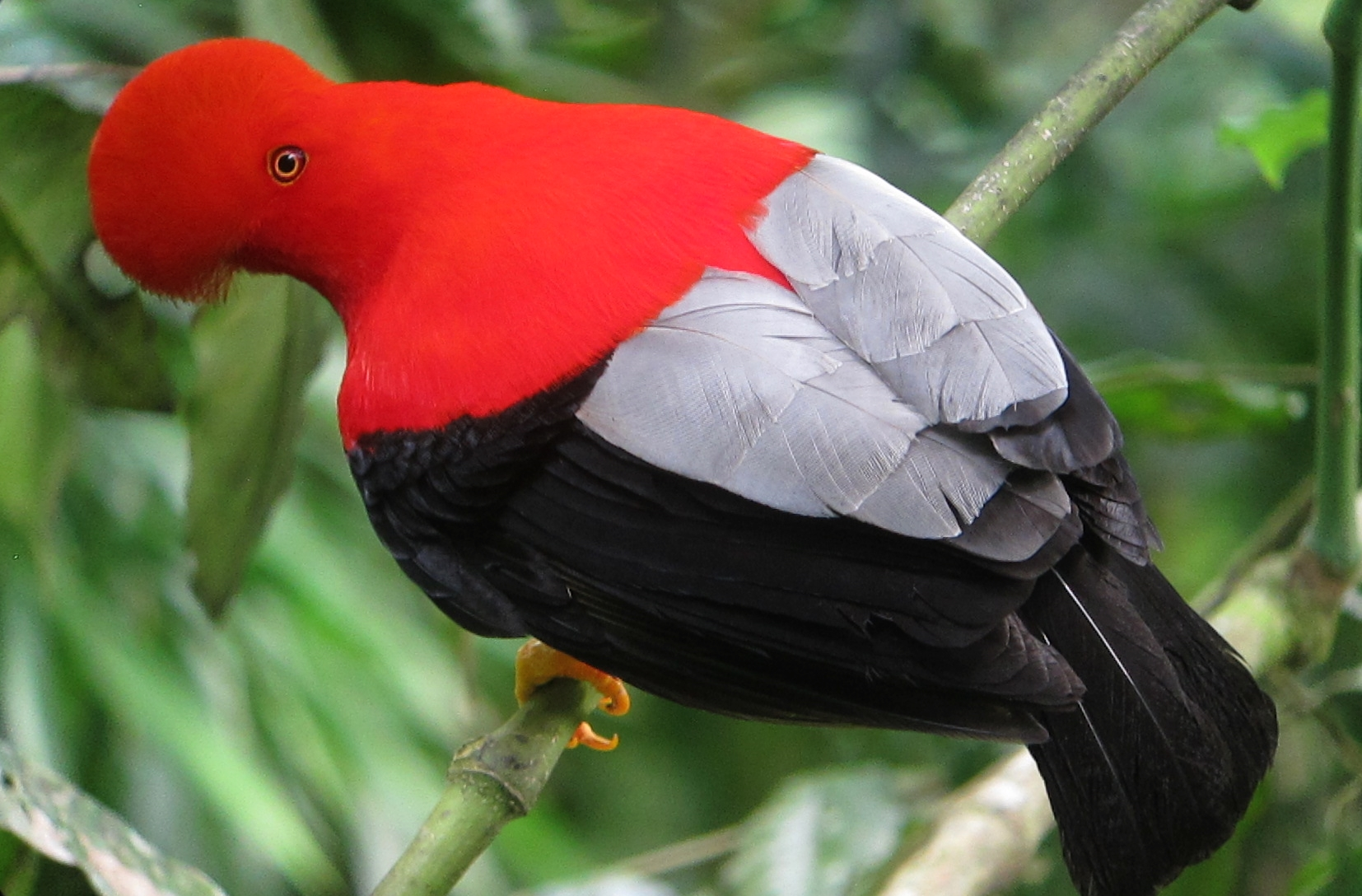
Самец подвида R. p. sanguinolentus
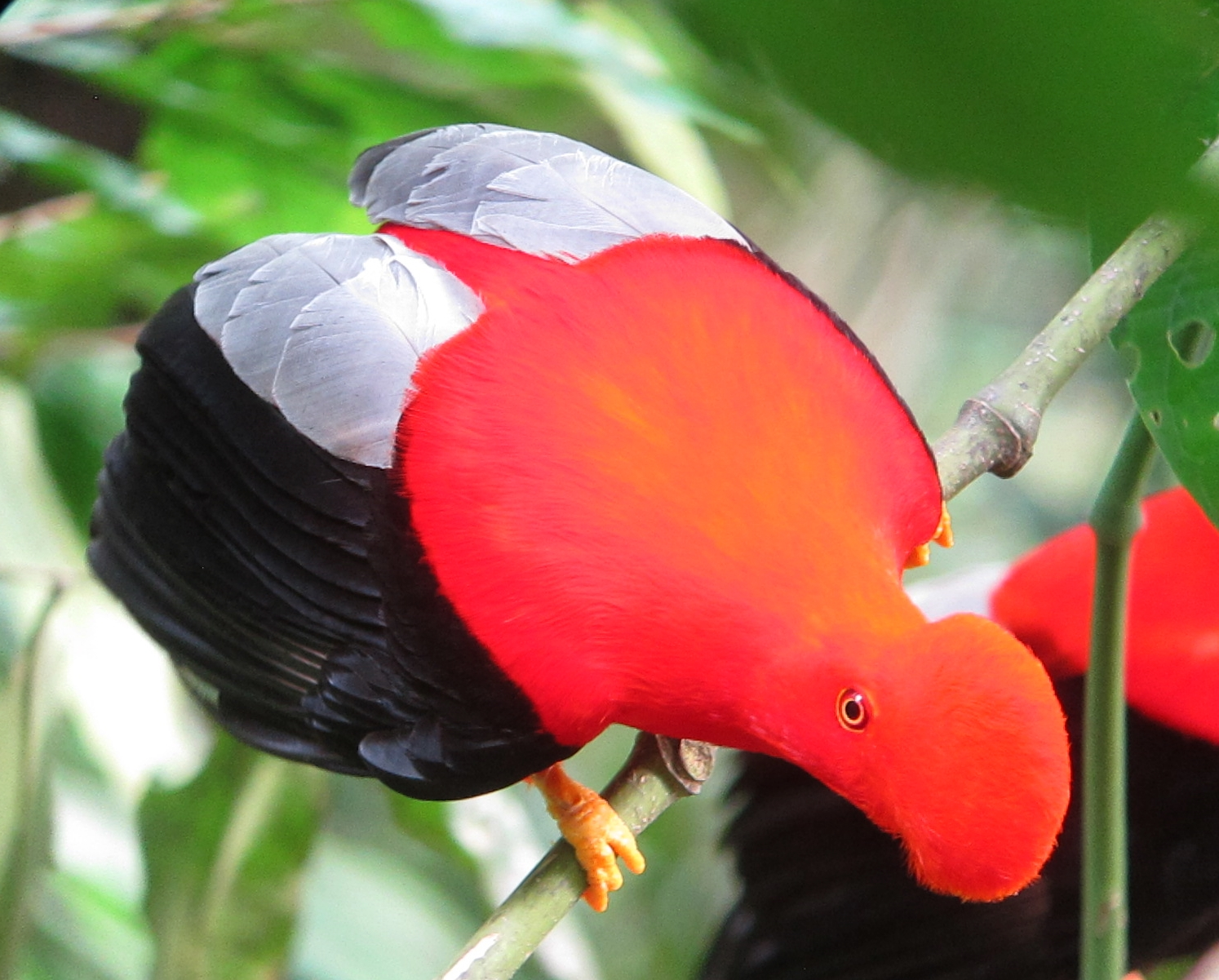
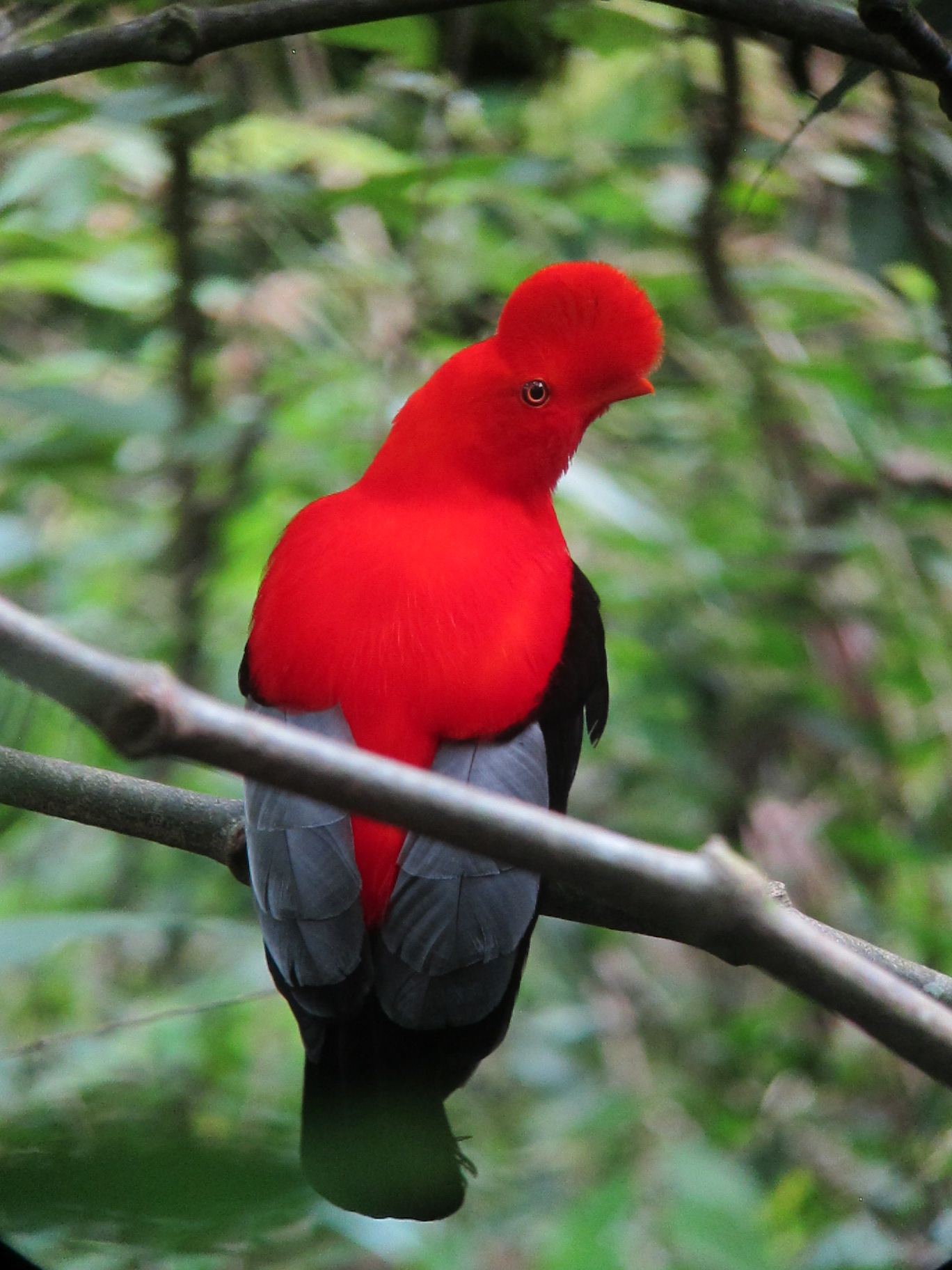